# 扬娜·范科滕
扬娜·范科滕（荷蘭語：Janna van Kooten，2004年8月14日—），来自尼凯尔克，荷兰女子游泳运动员，2024年世界游泳锦标赛女子4×100米自由泳接力金牌得主、2024年全国游泳锦标赛女子200米自由泳和女子400米自由泳金牌得主。